# Aslauga marginaria
Aslauga marginaria är en fjärilsart som beskrevs av Talbot 1937. Aslauga marginaria ingår i släktet Aslauga och familjen juvelvingar. Inga underarter finns listade i Catalogue of Life.